# Canterbury (rugby)
El equipo de Canterbury es una selección provincial profesional de Nueva Zelanda que representa a la Canterbury Rugby Football Union de la Región de Canterbury en competencias domésticas de rugby.
Participa anualmente en el National Provincial Championship, competición en la cual es el segundo equipo con más consagraciones y su último campeonato fue en 2017, luego de vencer 35 a 13 a Tasman, mientras que su equipo femenino disputa la Farah Palmer Cup.
En el Super Rugby es representado por el equipo de Crusaders.

## Historia
Fue fundada en junio de 1879, luego de un partido entre el norte y sur de la provincia de Canterbury, en 1888 hubo una separación de los clubes de la zona sur formando la unión de South Canterbury Rugby.
Desde el año 1976 participa en la principal competición entre clubes provinciales de Nueva Zelanda, en la cual lograron su primer campeonato en 1977, tuvieron su mejor racha entre 2008 y 2013 cuando lograron los seis campeonatos disputados de manera consecutiva.
Durante su larga historia han enfrentado a diferentes equipos nacionales, logrando triunfos sobre Escocia. Irlanda, Argentina en 1989, Australia en cinco oportunidades, Sudáfrica en 1921 y 1956, Inglaterra en 1973, además ha sido visitado en varias ocasiones por los British and Irish Lions logrando un récord ante ellos de 4 victorias y 8 derrotas.

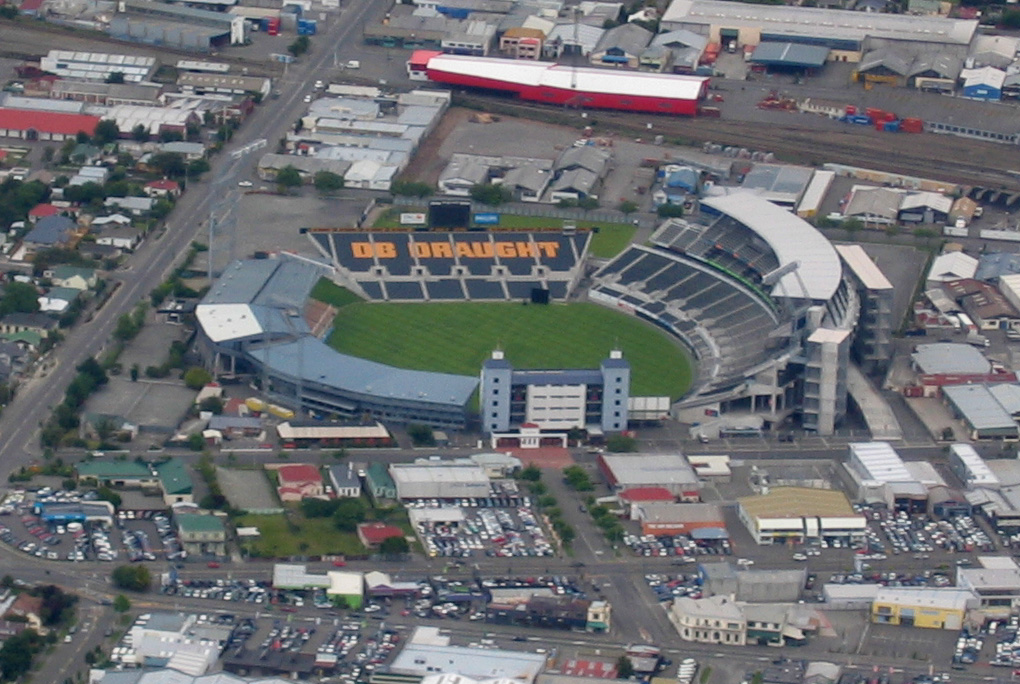
AMI Stadium de Christchurch.

## Palmarés

### Torneos internacionales
- South Pacific Championship (2): 1986, 1987.

### Torneos Nacionales

#### Primera División
- National Provincial Championship (5): 1977, 1983, 1997, 2001, 2004
- Air New Zealand Cup (2): 2008, 2009
- ITM Cup (1): 2010
- Premiership de la ITM Cup (4): 2011, 2012, 2013, 2015
- Premiership de la Mitre 10 Cup (2): 2016, 2017

## All Blacks

### 2000–19
| - Greg Somerville – 2000 - Leon MacDonald – 2000 - Mark Robinson – 2000 - Chris Jack – 2001 - Ben Blair – 2001 - Dave Hewett – 2001 - Nathan Mauger – 2001 - Aaron Mauger – 2001 - Richie McCaw – 2001 - Sam Broomhall – 2002 | - Dan Carter – 2003 - Brad Thorn – 2003 - Corey Flynn – 2003 - Mose Tuiali'i – 2004 - Casey Laulala – 2004 - Campbell Johnstone – 2005 - Scott Hamilton – 2006 - Andy Ellis – 2006 - Kieran Read – 2008 - Ben Franks – 2008 | - Isaac Ross – 2009 - Wyatt Crockett – 2009 - George Whitelock – 2009 - Owen Franks – 2009 - Sam Whitelock – 2010 - Colin Slade – 2010 - Sonny Bill Williams – 2010 - Luke Romano – 2012 - Matt Todd – 2013 - Ryan Crotty – 2013 | - Tom Taylor – 2013 - Dominic Bird – 2013 - Luke Whitelock – 2013 - Joe Moody – 2014 - Codie Taylor – 2015 - Nepo Laulala – 2015 - Scott Barrett – 2016 - Richie Mo'unga – 2018 - George Bridge – 2018 |

## Jugadores emblemáticos
| - Graeme Bachop - Todd Blackadder - Dan Carter - Wyatt Crockett - Ryan Crotty - Daryl Gibson - Mark Hammett - Chris Jack - Ian Kirkpatrick - Chris Laidlaw - Norm Maxwell - Justin Marshall - Richie McCaw - Fergie McCormick | - Duncan McGregor - Andrew Mehrtens - Tane Norton - Kieran Read - Scott Robertson - Mark Robinson - Wayne Smith - Kelvin Tremain - Matt Todd - Wilson Whineray - Sam Whitelock - Alex Wyllie |